# Балка Петрикова
Балка Петрикова — річка в Україні, у Синельниківському районі Дніпропетровської області. Права притока Вовчої (басейн Дніпра).

## Опис
Довжина річки 12 км, похил річки — 6,5 м/км. Площа басейну 36,1 км². Місцями пересихає.

## Розташування
Бере початок у селі Рівне. Спочатку тече на північний захід через Петрикове, потім на південний захід через Григорівку і впадає у річку Вовчу, ліву притоку Самари.
Річку перетинають автошляхи Т 0406 Т 0401